# Wola Pomianowa
Wola Pomianowa [pronunciación en polaco: /ˈvɔla pɔmjaˈnɔva/] es un pueblo ubicado en el distrito administrativo de Gmina Pęczniew, dentro del condado de Poddębice, Voivodato de Łódź, en el centro de Polonia. Se encuentra a unos 10 kilómetros al noreste de Pęczniew, a 10 kilómetros al suroeste de Poddębice, y a 44 kilómetros al oeste de la capital regional Łódź .